# Sule Utura
Sule Utura (8 februari 1990) is een Ethiopische middellange en langeafstandsloopster, die is gespecialiseerd in de 5000 m. Ze werd wereldjeugdkampioene en meervoudig nationaal kampioene in deze discipline. Ook geniet ze bekendheid voor haar overwinning bij de Great Ethiopian Run.

## Biografie
Haar internationale debuut beleefde ze in 2007. Ze kwam uit bij de wereldjeugdkampioenschappen veldlopen in Mombasa en eindigde hierbij op een vierde plaats. In datzelfde jaar nam ze deel aan 3000 m bij de wereldjeugdkampioenschappen in Ostrava . Bij het WK veldlopen voor junioren in 2009 in Amman eindigde ze op een zesde plaats.
In 2008 werd ze tweede bij de 4 Mijl van Groningen. Haar finishtijd van 20.15 werd alleen onder boden door haar landgenote Meselech Melkamu, die de wedstrijd won in 20.05. In 2010 won ze de Great Ethiopian Run (10 km) in 33.35. Bij de Afrikaanse Spelen 2011 pleegde ze ze en dubbelslag door zowel de 5000 m als de 10.000 m te winnen.
In 2016 debuteerde ze op de marathon bij de marathon van Parijs. Met een tijd van 2:34.08 finishte ze op een zevende plaats.
Ze is aangesloten bij de Defence Sports Club .

## Titels
- Ethiopisch kampioen 5000 m - 2010, 2011
- Wereldjeugdkampioene 5000 m - 2008

## Persoonlijke records
Baan
| Onderdeel | Prestatie | Datum        | Plaats    |
| --------- | --------- | ------------ | --------- |
| 1500 m    | 4.13,42   | 2 juni 2007  | Trente    |
| 3000 m    | 8.43,72   | 7 juli 2010  | Rethimnon |
| 5000 m    | 14.44,21  | 23 mei 2010  | Shanghai  |
| 10.000 m  | 30.55,50  | 27 juni 2013 | Ostrava   |

Weg
| Onderdeel      | Prestatie | Datum           | Plaats         |
| -------------- | --------- | --------------- | -------------- |
| 10 km          | 31.38     | 4 augustus 2013 | Cape Elizabeth |
| halve marathon | 1:12.10   | 6 maart 2016    | Parijs         |
| marathon       | 2:34.08   | 3 april 2016    | Parijs         |

## Palmares

### 3000 m
- 2007:  WK junioren U18 - 9.06,48
- 2008: 5e Aviva British Grand Prix in Gateshead - 8.57,90
- 2009:  Meeting Lille Metropole in Villeneuve d'Ascq - 8.46,52
- 2010:  Meeting de Atletismo Madrid - 8.51,9
- 2010:  Vardinoyiannia in Rethimnon - 8.43,72
- 2011:  Meeting International Mohammed VI d'Athlétisme in Rabat - 8.47,42

### 5000 m
- 2007:  Ethiopische kamp. - 15.57,18
- 2007:  Memorial Artur Takac International Meeting in Belgrado - 15.32,70
- 2008:  WK junioren U20 - 16.15,59
- 2009:  Afrikaanse jeugdkamp. - 16.13,09
- 2010:  Ethiopische kamp. - 16.14,67
- 2010: 5e Shanghai Golden Grand Prix - 14.44,21
- 2010:  Adidas Grand Prix - 15.16,61
- 2010: 5e Afrikaanse kamp. - 16.26,21
- 2010:  DN Galan - 14.56,18
- 2011:  Ethiopische kamp. - 16.01,5
- 2011:  FBK Games - 14.46,36
- 2011:  Afrikaanse Spelen - 15.38,70
- 2013: 4e Areva Meeting in Saint Denis - 14.59,74
- 2013:  István Gyulai Memorial in Boedapest - 15.33,75

### 10.000 m
- 2011:  Znamensky Memorial in Zhukovsky - 32.06,89
- 2011:  Afrikaanse Spelen - 33.24,82
- 2013: 5e Golden Spike in Ostrava - 30.55,50

### 5 km
- 2009:  Corsa Internazionale di San Silvestro in Bolzano - 16.11,4
- 2010:  Choice Women First in Addis Ababa - 15.44,2
- 2010:  Corsa Internazionale di San Silvestro Boclassic in Bolzano - 15.52,8

### 10 km
- 2009:  Corrida de Houilles - 32.23
- 2010:  Great Ethiopian Run - 33.35
- 2010:  Corrida de Houilles - 32.01
- 2013:  Beach to Beacon - 31.38
- 2015:  Great Ethiopian Run - 33.45

### halve marathon
- 2016: 4e halve marathon van Parijs - 1:12.10

### marathon
- 2016: 7e marathon van Parijs - 2:34.08

### overige
- 2008:  4 Mijl van Groningen - 20.15

### veldlopen
- 2007: 4e WK junioren in Mombasa - 21.13
- 2009: 6e WK junioren in Amman - 20.38
- 2013: 28e WK in Bydgoszcz - 25.43